# Ninine Garcia
Joseph 'Ninine' Garcia (1956) is een Franse gitarist in de gipsy jazz en filmcomponist.
Garcia, een zigeuner met zowel Kale- als sinti-wortels, is de zoon van Mondine Garcia, waarmee hij sinds het eind van de 70'er jaren optrad. Hij zette de traditie van zijn vader voort. Hij speelt regelmatig met zijn zoon Rocky Garcia en zijn neef Mundine Garcia in Trio Garcia in het legendarische Parijs café Chope de Puces. Met de groep Synthax slaat hij een brug tussen rap en giypsy jazz.
Garcia werkte met Matthieu Chedid aan de muziek voor de speelfilm Toutes les filles sont folles van Pascale Pouzadoux, die in 2003 genomineerd werd voor een César in de categorie 'beste filmmuziek. In de Folies Bergère trad hij op in een show van Thomas Dutronc. Met de collega-gitaristen Angelo Debarre, Tchavolo Schmitt en Moreno Winterstein trad hij op in de film Les Fils du Vent van Bruno Le Jean, die ook op Dvd uitkwam. Hij heeft plaatopnames gemaakt met Youenn Derrien en met Tchavolo Schmitt.

## Discografie (selectie)
- Les Manouches Aimez-vous Brahms (Le Kiosque d’Orphée 1983)
- My Dream of Love (Djaz Records 2004)
- Nouvelle vie (Djaz Records 2008)
- Trio Garcia, Gilles Barikosky Swing au coeur... de Paris (Quest 2012)